# غوستافو سانغاري
غوستافو فابريس سانغاري (من مواليد 8 نوفمبر 1996) هو لاعب كرة قدم محترف من بوركينا فاسو يلعب كلاعب خط وسط لنادي كويفيلي والمنتخب الوطني لبوركينا فاسو.